# 帝王の娘 スベクヒャン
『帝王の娘 スベクヒャン』（ていおうのむすめ すべくひゃん、ハングル：제왕의 딸 수백향）は、2013年9月30日から2014年3月14日までMBCで放送された韓国のテレビドラマ。全108話。

## 概要
6世紀の百済を舞台に、百済第25代王・武寧王の娘であるスベクヒャンの数奇な運命を描いた物語。
『守百香』（スベクヒャン、ハングル：수백향）は百年に一度咲き、百済を守るという伝説の花。
当初は120話の予定であったが108話に短縮された。出演者の一人、チョン・テスは2018年に死去、俳優活動最後の作品となった。

## 登場人物
- ソルラン（雪蘭） / スベクヒャン：ソ・ヒョンジン[6]

ムリョン王とチェファの娘。ソルヒの異父姉。
自身がムリョン王の娘であることを知らない。行方不明のソルヒを探すため、百済の諜報団（ピムン）の一員になる。ミョンノンと惹かれ合う。
- ソルヒ（雪熙）：ソウ

クチョンとチェファの娘。ソルランの異父妹。
落ちぶれた伽耶の地を抜け出したいと思っていた頃、ソルランがムリョン王の娘だと知り、彼女になりすますことを画策する。
- プヨ・ミョンノン（明禯）/ 聖（ソン）王：チョ・ヒョンジェ / 少年期：チョン・ジンソ

太子（テジャ。王位継承者）。
トンソン王の息子だが、幼い頃にチンムと入れ替えられ、ムリョン王の息子として大切に育てられる。いかなる身分の者とも分け隔てなく接することができるなどの聖君の素質を持っている。食べ物の好き嫌いがあり、潔癖症気味。
- チンム（沈無）：チョン・テス

ムリョン王の息子だが、トンソン王の「息子を守ってほしい」という遺言を守るため、ミョンノンと入れ替えられ、トンソン王の息子として孤独に育つ。その境遇から、虎狼の心の持ち主。初めはムリョン王への憎しみからスベクヒャンに成り済ましたソルヒに近づき利用しようとするが、のちにソルヒを哀れに思い、愛するようになる。
- プヨ・ユン（隆）/ 武寧（ムリョン）王：イ・ジェリョン（朝鮮語版）

百済第25代王。兵官佐平。
百済の中興時代を開いた覇王。兵官佐平として戦に明け暮れていた頃に密かに情を通じていたチェファが、自分の子どもを身ごもっているという事実を知らずにいる。トンソン王の亡き後、ムリョン王として即位する。
- チェファ（彩花）：ミョン・セビン

ソルランとソルヒの母。ペク・カの娘。
恋人だったムリョン王によって父が殺されてしまう。ムリョン王を愛し続けることも、忘れることもできず、クチョンと共に百済を離れ、伽耶に身を隠す。クチョンと夫婦になり、ムリョン王の娘であるソルランを育てるが、ムリョン王の命を狙っていたチンムの企みによって両目を失い、命を落とす。
- クチョン：ユン・テヨン

チェファの夫。ソルヒの父。ペク・カの家来。
怪力の持ち主。言葉が話せないために身分は低く、戦場では矢の運び人。謀反の罪によりペク・カが処刑され、自害しようとしていたチェファと共に伽耶へと逃げる。実は、高句麗の密偵だった。
- プヨ・モデ （牟大）/ 東城（トンソン）王：チョン・チャン

百済第24代王。
高句麗や北朝の北魏（後魏）と対峙する百済王。南朝の梁（蕭梁）には朝貢している。戦勝を祝う狩りで危篤になり、ムリョン王に譲位を告げて絶命する。
- プヨ・キョン （慶）/ 蓋鹵（ケロ）王：イ・ギヨン

百済第21代王。ムリョン王の父。
囲碁が得意で、若き日の尼僧トリム（道琳）を重用した。
- へ・ネスク：チョン・ソンモ

ムリョン王の側近。ムリョン王即位後は、佐平となる。
ペク・カにトンソン王殺しをそそのかす。
- ペク・カ（苩加）：アン・ソクファン

チェファの父。兵官達率。
地方の城主ばかり任命され不満を持つ。へ・ネスクに誘導されてトンソン王を暗殺する。
- ウネ王妃：イム・セミ

ムリョン王の継妃。へ・ネスクの三女。ミョンノン太子の義母。
ソルヒと同い年で、朝鮮双六やあやとりをソルランから教わる。
- ソジョン夫人：イ・ヘウン

ウネ王妃の母で、へ・ネスクの妻。
百済の王都に来て力尽きかけたソルヒを泊めてあげる。
- ホン内官：チョン・ソギョン

ムリョン王付きの内官。
- コンオク：ファン・ヨンヒ

ウネ王后付きの女官。
- ナウン：カ・ドゥッキ

ソルヒの侍女。
実は、ピムンの一員でソルヒを恐喝する。
- チャンペ：チョン・フンチェ

盗賊団の頭目。
- ヨン・ブルテ：キム・ビョン

チンムの側近。ペク・カ亡き後の兵官達率。
- ヨング：イ・ドンユン

ソルランとソルヒの幼なじみ。
伽耶の寒村に住む。
- コマク：チェ・ジュニョク

ソルランとソルヒの幼なじみ。
ヨングと同様に伽耶の村民。
- ヨオク：パク・ヒジン

コマクの母。
がらっぱちだが、人情に篤い。
- チョンシム：パク・ヒジン（兼役）

ヨオク（コマクの母）が山賊に殺されたのち、容貌がそっくりな料理屋の女将として登場。
ミョンノンから宮廷の料理人にスカウトされる。
- トルデ：キム・レハ

元山賊。石頭。
ソルランと共にピムンに入る。
- マング：キム・ミンギョ

トルデの弟分。
ソルラン、トルデと共にピムンに入る。どんぐりまなこで、絵を描くのが上手い。
- マックム：イ・ミド

チェファの侍女。ペク家の悲劇後、チェファと生き別れになる。
のちに女商人にのし上がり、大行首となる。
- テウン：ソン・ジル

ピムンの訓練教官。
ソルランたちをしごく。
- トリム / 道琳：チャ・ファヨン

ピムンの女教官。ソルランの師匠。
元尼僧で、高句麗の密偵だった。
- サド：チャン・テフン

ピムンの一員。
ソルヒ付きの武官となる。
- コ・フンアン（興安）/ 安臧（アンジャン）王：カン・シンチョル

高句麗第22代王。
太子時代にこっそり百済に2年も潜伏していた。酒好き。
- ウルミル：チョン・ウィガプ

高句麗の将軍。
百済王暗殺の刺客を放つ。
- スニムン：キム・ヨンジェ

伽耶の金官国（キムン）の王。
伽耶に来たムリョン王と会談する。勢力が伽耶全域には及んでいないため、山賊を充分取り締まれていない。
- コヨン：イ・ジェグ

同じく金官国（キムン）の重臣。
忠臣で、スニムンによく説教をしている。
- コマク（二代目）：チェ・ロウン

クチョンが虐待里親から買い取り、世話をする子ども。
のちにソルランが保護し、チョンシムとトルデの養子となる。

## スタッフ
- 演出：イ・サンヨプ、チェ・ジュンベ
- 脚本：ファン・ジニョン

## 日本での放送
- BS朝日：2015年（平成27年）1月21日から4月30日まで放送。
- BSテレ東：2019年（平成31年 → 令和元年）1月25日から5月10日および2020年（令和2年）2月20日から5月29日まで放送。
- BS-TBS：2021年（令和3年）2月15日から5月25日まで放送。
- サンテレビ：2021年（令和3年）4月20日から放送。
- テレビ東京：2022年（令和4年）10月24日から放送。※2か国語音声
- テレビ大阪：2023年（令和5年）5月29日から放送。※2か国語音声